# Netrium lamellosum
Netrium lamellosum là một loài Song tinh tảo trong họ Mesotaeniaceae, thuộc chi Netrium.